# Conopophaga lineata
Conopophaga lineata là một loài chim trong họ Conopophagidae.

## Hình ảnh

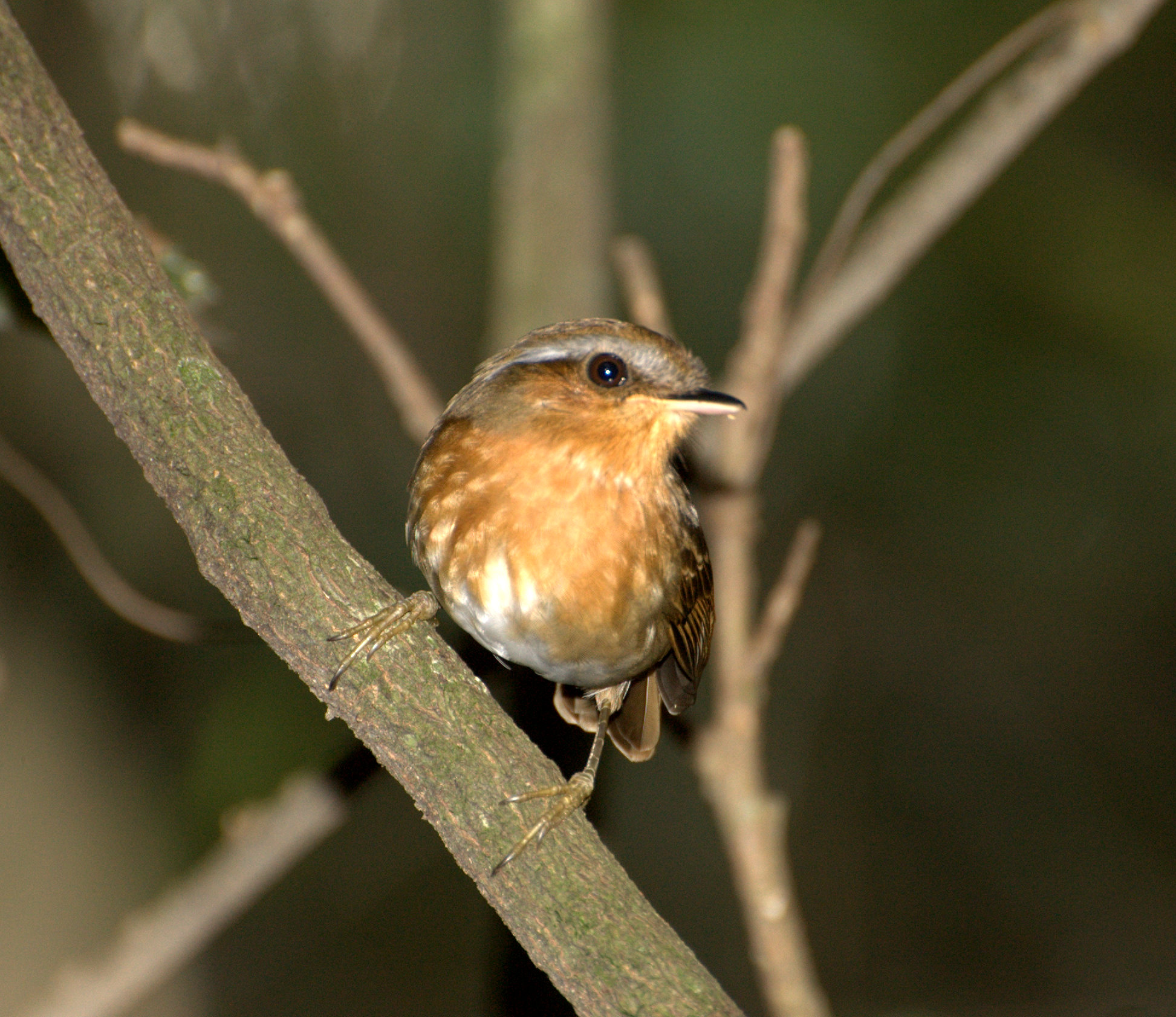
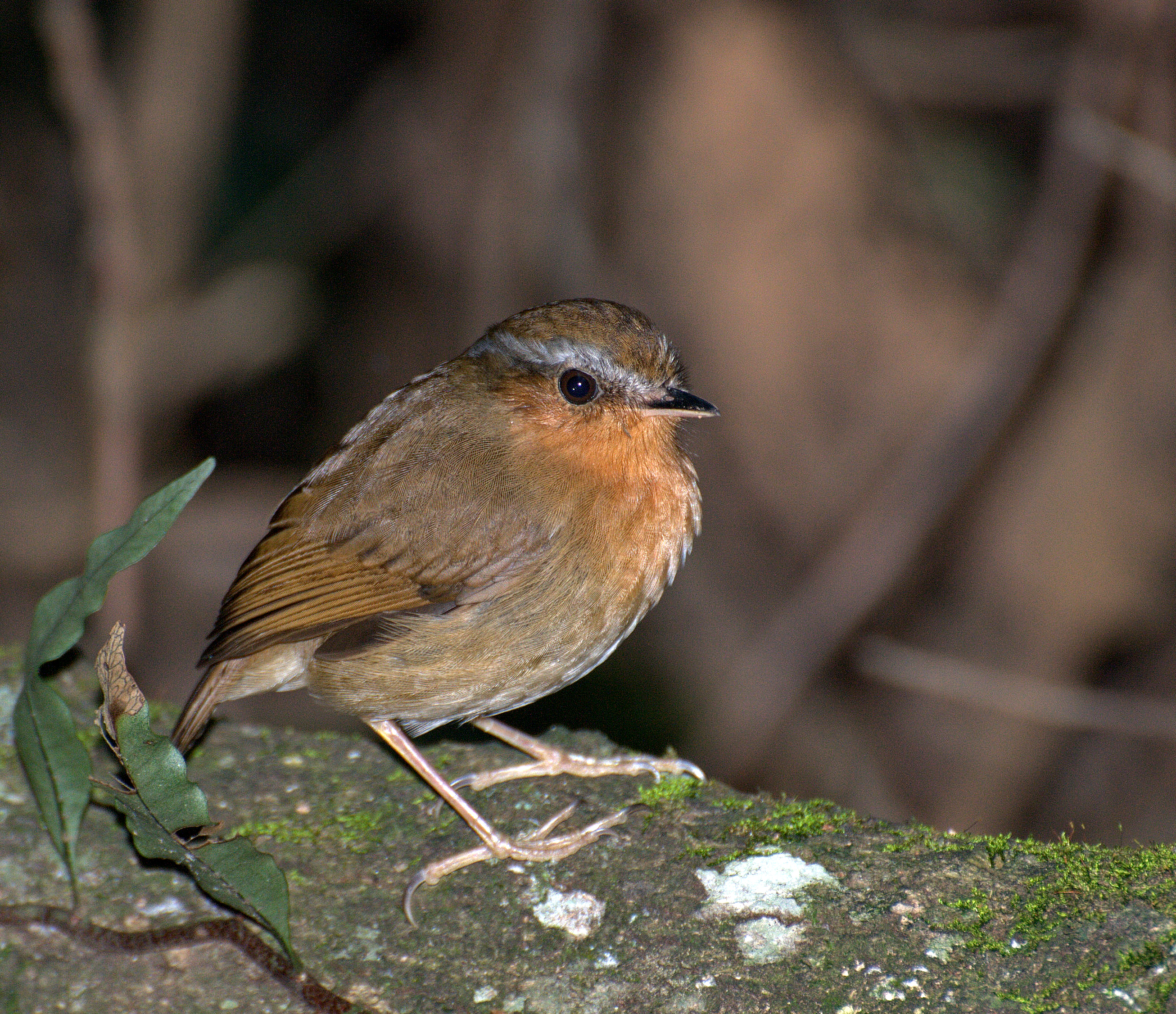